# Suzuko Mimori
Suzuko Mimori (三森 すずこ, Mimori Suzuko) é uma dubladora, atriz e cantora japonesa nascida em 28 de junho de 1986 em Tóquio. Ela está afiliada à Hibiki Inc.

## Biografia

### Carreira
Ele se matriculou na Universidade de Komazawa, mas deixou para se concentrar em seus projetos de dublagem.
Em 2010 e 2018, conseguiu sua primeira personagem regular: Sherlock Shellingford, no anime Detective Opera Milky Holmes.

## Trabalhos

### Anime
- Detective Opera Milky Holmes (2010): Sherlock Shellinford
- Cardfight!! Vanguard (2011): Kourin Tatsunagi
- Aoi sekai no chūshin de (2012): Nel
- Asa made jugyō chu! (2012): Risa Takabane
- Btooom! (2012): Himiko
- Hiiro no kakera (2012): Takara Kiyono
- Kamisama Kiss (2012): Nanami Momozono / Yukiji
- Teekyu (2012): Kanae Shinjō
- Digimon Adventure tri. (2013): Sora Takenouchi
- GJ-bu (2013): Shion Sumeragi
- Infinite Stratos 2 (2013): Kanzashi Sarashiki
- Love Live! (2013): Umi Sonoda
- Outbreak Company (2013): Myucel Foaran
- Senran Kagura (2013): Rin
- Fairy Tail (2014): Giada E. Fiore
- Yūki Yūna wa yūsha de aru (2014): Mimori Tōgō
- Future Card Buddyfight (2015): Akasuki Kisaragi / Hanako Mikado
- Lance N' Masques (2015): Alice Cleveland
- Magical Suite Prism Nana (2015): Itaru Washioka
- Rinne (2015): Suzu
- Tokyo Ghoul √A (2015): Roma Hoito
- Kamiwaza Wanda (2016): Mirai
- Onigiri (2016): Dōji Ibaraki
- Tiger Mask W (2016): Haruna Takaoka
- BanG Dream! (2017): Yuri Oshigame
- Chaos;Child (2017): Hinae Arimura
- Kemono Friends (2017): Volpe Rossa
- Masamune-kun's Revenge (2017): Neko Fujinomiya
- One Room (2017): Moka Aoshima
- Cutie Honey Universe (2018): Fancy Honey
- Kiratto Pri☆Chan (2018): Anju Shiratori
- Shōjo kageki revue Starlight (2018): Hikari Kaguya

### Jogos
- Disgaea 4: A Promise Unforgotten (2011): Fuka Kazamatsuri
- Danganronpa 2: Goodbye Despair (2012): Hiyoko Saionji
- Senran Kagura Burst (2012): Rin
- Disgaea D2: A Brighter Darkness (2013): Asagi
- Love Live! School Idol Festival (2013): Umi Sonoda
- Senran Kagura: Shinovi Versus (2013): Rin
- Chaos;Child (2014): Hinae Arimura
- Date A Live: Ars install (2014): Maria Arusu / Marina Arusu
- Senran Kagura 2: Deep Crimson (2014): Rin
- Senran Kagura: Bon Appétit! (2014): Rin
- Senran Kagura: Estival Versus (2015): Rin
- Dark Rose Valkyrie (2016): Ai Yakumo
- World of Final Fantasy (2016): Quacho Queen
- Danganronpa V3: Killing Harmony (2017): Hiyoko Saionji
- Senran Kagura: Peach Beach Splash (2017): Rin

## Ligações Externas
- Suzuko Mimori  na enciclopédia do Anime News Network (em inglês)